# Sergei Luştşenko
Sergey Lwşşenko of Sergej Loesjtsjenko (Kazachs en Russisch: Сергей Лущенко) (Astana, 25 juni 1994) is een Kazachs wielrenner die anno 2019 rijdt voor Astana City.

## Carrière
Als junior werd Lwşşenko onder meer zesde in een etappe van de Ronde van Basilicata, vijfde in een etappe van de 3-Etappen-Rundfahrt en nam hij deel aan het wereldkampioenschap.
In 2016 werd Lwşşenko vijfde op het nationale kampioenschap op de weg, waar winnaar Arman Kamysjev ruim drie minuten eerder finishte. Daarmee was hij wel de beste belofte. Later dat jaar werd hij onder meer zevende in de GP Capodarco.

## Overwinningen
2016
 Kazachs kampioen op de weg, Beloften
2019
5e etappe Ronde van Bretagne

## Ploegen
- 2015 –  Seven Rivers Cycling Team (vanaf 25-8)
- 2016 –  Astana City
- 2017 –  Astana City
- 2018 –  Astana City
- 2019 –  Astana City

Axmetov · Gackïy · Galejev · Koelimbetov · Koezmin · Lwşşenko · Miraliev · Natarov · Nikitin · Panassenko · Satlikov · Stalnov · Şteyn · Tsjsjerbinin · Tsoj · Zjoemakan
Axmetov · Gorboesjin · Koelimbetov · Koezmin · Lwşşenko · Natarov · Nikitin · Panassenko · Pronskïy · Satlikov · Şteyn · Tsjsjerbinin · Tsoj · Ulısbajev
Axmetov · Bajembajev · Coy · Kwzmïn · Lwşşenko · Marwxin · Natarov · Nïkïtïn · Pronskïy · Şteyn · Ulısbajev · Zaycev